# オマイラ・サンチェス
オマイラ・サンチェス・ガルソン（Omayra Sánchez Garzón、1972年8月28日 - 1985年11月16日）は、ネバドデルルイス火山の噴火により、トリマ県のアルメロで死亡した当時13歳のコロンビア人女性である。

## 史上最悪の火山災害
1985年11月13日、南米コロンビアのネバドデルルイス火山が噴火した。同日午後9時9分（現地時間）、火口から爆発した火砕流が山頂の雪や氷を融かし、大量のラハール（火山泥流）が発生した。泥流は山の下の川の谷に流れ込んだ。泥流は毎秒6メートルの速度（時速約22キロメートル）で流下し、山麓の町を直撃した。アルメロに到達した時、泥流は高さ40メートルもの泥の津波になって町の大半を呑み込み、最大で20,000人が死亡した。別の泥流が近隣の町チンチナを襲い、1800人が死亡した。アルメロに加えて13の村が破壊され、23,000人の命を奪った。これは1902年のカリブ海のプレー山噴火による災害（死者30,000人）に次いで世界で2番目に大きな被害を出した火山災害であり、1500年以降に記録された中で4番目に規模の大きな噴火であった。

## 困難な救出活動
オマイラ・サンチェスは、父親のアルバロ・エンリケ・サンチェス、母親のマリア・アレイダ・サンチェス、兄のアルバロ、叔母のマリア・アデラ・ガルソンと一緒に暮らしていた。噴火前、彼女の母親は仕事で首都ボゴタに行っており不在だった。災害の夜、サンチェスと彼女の家族は、泥流が近づく音を聞いた時、噴火による降雨を心配して目を覚ましていた。サンチェスは自宅のコンクリートや他の破片の下に閉じ込められた。救助隊が彼女を助けようとしたが、彼らは彼女の足が彼女の家の屋根の下に閉じ込められていることに気づいた。
災害が発生してから最初の数時間、サンチェスの体はコンクリートに覆われていたが、救助者は、彼女の手が瓦礫の山から突き出ているのに気づいた後、1日のうちにタイルと木材を取り除いた。救助隊は彼女を引き抜こうとしたが、その過程で、彼女の足を骨折させずに引き抜くのは不可能であることが分かった。救助者が彼女を引っ張るたびに、水が彼女の周りに溜まり、彼女を手放すと溺れる可能性があったので、救助隊員は彼女を浮かせるために彼女の体の周りにタイヤを置いた。ダイバーは、サンチェスの足がレンガとドアの下に引っ掛かり、亡くなった叔母の遺体の腕が彼女の足をしっかりと握っていることに気づいた。

## サンチェスの死
非常に困難な状況の下で、サンチェスの救助活動は60時間にもわたって続けられた。足と腰を瓦礫に挟まれ、首まで泥水に浸かったままの状態で、サンチェスは冷静さを失わなかった。
サンチェスはボランティアで救助活動に参加していたジャーナリストのヘルマン・サンタマリア・バラガンのインタビューを受けた。救助隊員は歌が好きなサンチェスのために歌を歌いながら作業を続けた。サンチェスは甘い食べ物を求め、ソーダを飲んだ。時々、彼女は怖がって泣いたり、祈ったりした。
災害から3日目の夜、サンチェスは「学校に遅刻したくない」と言って幻覚を起こし始め、数学の試験について語った。サンチェスの目は赤くなり、彼女の顔は腫れ、手は白くなった。サンチェスは死を覚悟したのか、救助隊員に現場から離れるよう懇願した。「おじさんたちも疲れたでしょう。少し休んでちょうだい」。
泥沼と化した現場の地盤は非常に不安定であり、瓦礫を撤去するための重機を現場に搬入することも不可能であった。水位を下げるためのポンプが現場に到着した時、サンチェスはほとんど死にかけていた。彼女の足は、ひざまずいているかのようにコンクリートの下で曲がっており、彼女の足を切断せずに彼女を解放することは不可能であった。
切断手術を行うための医療器材は不足しており、また、水中で足を切断すれば出血が止まらなくなるおそれがあったため、救助活動に参加した医師たちはサンチェスを安楽死させる方がより人道的であるとの結論に達した。サンチェスは11月16日の午前10時5分ごろ、壊疽または低体温症により死亡した。
サンチェスの兄は災害を生き延びた。彼の父と叔母は亡くなり、ボゴタにいて難を逃れた彼の母親は語った。「それは恐ろしいことですが、私たちは生きることを考えなければなりません...私は指を失っただけの息子のために生きます。」
サンチェスの死はコロンビアのみならず世界中に衝撃を与えた。3日間に及んだ救助活動の一部始終はマスメディアによって全世界に報道された。コロンビア政府はサンチェスの死に対し、国民に3日間の服喪を呼び掛けた。
ボランティアの救助隊員はシャベル、切削道具、担架などの基本的な装備が不足しており、ラジオは全国放送で必要な物資の提供を呼び掛けていた。長年にわたる内戦のためコロンビアは国情が不安定であり、コロンビア政府は反政府軍との戦闘に追われていた。不十分な消防体制がサンチェスを死なせたのだ、という批判に対して、コロンビアの国防大臣ミゲル・ウリベは「コロンビアは、そのような装備を備えていない」「未開発国だ」と述べた。

## 死後の影響
11月15日、コロンビア入りしたフランスのフォトジャーナリスト、フランク・フルニエが「オマイラ・サンチェスの苦悶」と題してサンチェスの死の直前に撮影した写真は、世界中の報道機関に掲載された。後に1986年のワールド・プレス・フォト・オブ・ザ・イヤーに選ばれた。サンチェスは音楽、文学、記念記事などを通じて、大衆文化の中で不朽の存在となっている。
2008年、チリのパンク・ロックバンドは「オマイラ・サンチェス」を名乗った。チリの作家イサベル・アジェンデの短編小説「And of Clay Are We Created」（原題「De barro estamos hechos」（私たちは土で出来ている））はサンチェスの悲劇をモデルにしている。アジェンデは「彼女（オマイラ・サンチェス）の大きな黒い目は、まだ私の夢の中で私を追いかけている。物語を書くことで彼女の幽霊を追い払うことができなかった」と述べた。
このような災害の繰り返しを防ぐために、コロンビア政府は「Dirección de Prevencióny Atención de Desastres（防災および準備局）」として知られている「Oficina Nacional para la Atención de Desastres（災害対策のための国立事務所）」を創設した。すべてのコロンビアの都市は、自然災害対策の計画を立てるように指示された。
アルメロの悲劇の地で見つかったコオロギの種は、2020年に新たに記述され、オマイラ・サンチェスを記念してGigagryllus omayraeと名付けられた。